# Dream a Little Dream of Me
«Dream a Little Dream of Me» — песня, впервые выпущенная в 1931 году и исполнявшаяся многими популярными исполнителями 1940—1950-х годов.
Музыку к песне написали Фабиан Андре и Уилбур Швандт. Они выступали в одной группе и гастролировали по США в 1930 году. Согласно воспоминаниям авторов, музыка была придумана во время десятиминутного перерыва на концерте в Мичигане или в Милуоки. Слова были написаны Гусом Каном, который жил в Чикаго и сотрудничал с такими ведущими исполнителями того времени, как Уолтер Дональдсон, Джордж Гершвин, Ишам Джонс и Насио Герб Браун.
На протяжении многих лет песню исполняло большое количество известных певцов, среди которых Кейт Смит, Нэт Кинг Коул, Луи Армстронг и Элла Фитцджеральд. Кроме того, песня попала в репертуар группы The Mamas and The Papas, оказавшись на их альбоме 1968 года The Papas & the Mamas. Солистка группы Мишель Филипс была знакома с Фабианом Андре с детства. В 1968 году она узнала о его смерти и, будучи шокированной услышанным, предложила группе исполнить одну из его композиций. Выбор пал на «Dream a Little Dream of Me», которую исполнила Касс Эллиот. Песня закрепилась в репертуаре Эллиот и исполнялась ею вплоть до самого последнего концерта в 1974 году.
Певица Enzo Enzo записала французскую версию песни в 1990 году. Немецкая группа Blind Guardian записала кавер-версию в металлической обработке. Робби Вильямс записал свою версию в 2013 году дуэтом с Лили Ален.